# Batiaghata Upazila
Batiaghata Upazila är ett underdistrikt i Bangladesh. Det ligger i den södra delen av landet, 140 kilometer sydväst om huvudstaden Dhaka.
Trakten runt Batiaghata Upazila består till största delen av jordbruksmark. Runt Batiaghata Upazila är det tätbefolkat, med 819 invånare per kvadratkilometer.